# Hodio FC
Hodio Football Club (kurz Hodio FC) ist ein beninischer Fußballverein aus Comé, Département Mono. Mit Stand Februar 2023 spielt er im Championnat National du Benin, der ersten Liga des Landes, und trägt seine Heimspiele im Stade Omnisports de Comé aus, das 4000 Plätze umfasst.

## Bekannte Spieler
Die Spieler kamen wenigstens einmal für die Nationalmannschaft zum Einsatz:
- Kissini Hounkpevi (* 1998)[3]